# Eremias buechneri
Eremias buechneri är en ödleart som beskrevs av  Jacques von Bedriaga 1906. Eremias buechneri ingår i släktet löparödlor, och familjen lacertider. Inga underarter finns listade i Catalogue of Life.
Arten förekommer i provinsen Xinjiang i Kina och kanske i angränsande regioner. Honor lägger inga ägg utan föder levande ungar. Ödlan lever i kulliga regioner och i bergstrakter mellan 800 och 3400 meter över havet. Den vistas i halvöknar med glest fördelad växtlighet.
För beståndet är inga hot kända. Hela populationen anses vara stabil. IUCN listar arten som livskraftig (LC).